# Tour der italienischen Rugby-Union-Nationalmannschaft nach Afrika und Südamerika 2001
| Tour der Italiener nach Afrika und Südamerika 2002 | Tour der Italiener nach Afrika und Südamerika 2002 | Tour der Italiener nach Afrika und Südamerika 2002 | Tour der Italiener nach Afrika und Südamerika 2002 | Tour der Italiener nach Afrika und Südamerika 2002 |
| Übersicht                                          | S                                                  | G                                                  | U                                                  | N                                                  |
| -------------------------------------------------- | -------------------------------------------------- | -------------------------------------------------- | -------------------------------------------------- | -------------------------------------------------- |
| Test Matches                                       | 4                                                  | 2                                                  | 0                                                  | 2                                                  |
| Sonstige Spiele                                    | 4                                                  | 2                                                  | 0                                                  | 2                                                  |
| Gesamt                                             | 8                                                  | 4                                                  | 0                                                  | 4                                                  |
|                                                    |                                                    |                                                    |                                                    |                                                    |
| Argentinien                                        | 1                                                  | 0                                                  | 0                                                  | 1                                                  |
| Namibia                                            | 1                                                  | 1                                                  | 0                                                  | 0                                                  |
| Südafrika                                          | 1                                                  | 0                                                  | 0                                                  | 1                                                  |
| Uruguay                                            | 1                                                  | 1                                                  | 0                                                  | 0                                                  |

Die Tour der italienischen Rugby-Union-Nationalmannschaft nach Afrika und Südamerika 2001 umfasste eine Reihe von Freundschaftsspielen der italienischen Rugby-Union-Nationalmannschaft. Sie reiste im Juni und Juli 2001 durch Argentinien, Namibia, Südafrika und Uruguay, wobei sie während dieser Zeit acht Spiele bestritt. Darunter waren vier Test Matches gegen Nationalmannschaften dieser Länder, wobei die Begegnungen mit Argentinien und Südafrika verloren gingen. Hinzu kamen vier Spiele gegen Auswahlteams, bei denen je zwei Siege und Niederlagen resultierten.

## Spielplan
- Hintergrundfarbe grün = Sieg
- Hintergrundfarbe rot = Niederlage

(Test Matches sind grau unterlegt; Ergebnisse aus der Sicht Italiens)
| # | Datum         | Gegner                   | Ort            | Stadion                               | Ergebnis |
| - | ------------- | ------------------------ | -------------- | ------------------------------------- | -------- |
| 1 | 20. Juni 2001 | Namibia’s President XV   | Windhoek       | South West Stadium                    | 58:16    |
| 2 | 23. Juni 2001 | Namibia                  | Windhoek       | South West Stadium                    | 49:24    |
| 3 | 27. Juni 2001 | South African Barbarians | East London    | Absa Park Stadium                     | 11:42    |
| 4 | 30. Juni 2001 | Südafrika                | Port Elizabeth | Boet Erasmus Stadium                  | 14:60    |
| 5 | 04. Juli 2001 | Uruguay B                | Maldonado      | Campus de Maldonado                   | 33:30    |
| 6 | 07. Juli 2001 | Uruguay                  | Montevideo     | Estadio Gran Parque Central           | 14:3     |
| 7 | 11. Juli 2001 | Argentinien A            | Salta          | Estadio Padre Ernesto Martearena      | 12:62    |
| 8 | 14. Juli 2001 | Argentinien              | Buenos Aires   | Estadio Arquitecto Ricardo Etcheverry | 17:38    |

## Test Matches
| 23. Juni 2001 16:00 CAT | Namibia                                                                       | 24 : 49        | Italien                                                                                     | South West Stadium, Windhoek Schiedsrichter: Mark Lawrence (Südafrika) |
| 23. Juni 2001 16:00 CAT | Versuche: Blaauw Furter Powell Erhöhungen: J. Kotzé (3) Straftritte: J. Kotzé | (3:21) Bericht | Versuche: Checchinato (2) Mazzucato Perziano Pozzebon (2) Troncon Erhöhungen: Mazzariol (7) | South West Stadium, Windhoek Schiedsrichter: Mark Lawrence (Südafrika) |

Aufstellungen:
- Namibia: Andries Blaauw, Wolfie Duvenhage , Sean Furter, Deon Gouws, Archie Graham, Hugo Horn, Eben Isaacs, Jaco Kotzé, Johan Kruger, Fanna Lambert, Herman Lintvelt, Ronaldo Pedro, Lorenzo Plaath, Corné Powell, Glovin van Wyk 
 Auswechselspieler: Rudiger Gentz, Maurice Kapitako, Pat Kotzé, Corné Redelinghuys, Francois van Rensburg
- Italien: Giovanni Antoni, Marco Bortolami, Carlo Checchinato, Luca Mastrodomenico, Francesco Mazzariol, Nicola Mazzucato, Alessandro Moscardi , Andrea Muraro, Aaron Persico, Salvatore Perugini, Massimiliano Perziano, Walter Pozzebon, Giovanni Raineri, Alessandro Troncon, Wim Visser 
 Auswechselspieler: Mark Giacheri, Fabio Ongaro, Tino Paoletti, Roberto Pedrazzi

| 30. Juni 2001 17:00 SAST | Südafrika | 60 : 14        | Italien                                      | Boet Erasmus Stadium, Port Elizabeth Zuschauer: 25.000 Schiedsrichter: Joël Dumé (Frankreich) |
| 30. Juni 2001 17:00 SAST | Versuche: Andrews Delport Montgomery Paulse (2) van der Westhuizen (2) Venter Erhöhungen: Jantjes Montgomery (3) Straftritte: Montgomery (4) | (17:9) Bericht | Versuche: Troncon Straftritte: Mazzariol (3) | Boet Erasmus Stadium, Port Elizabeth Zuschauer: 25.000 Schiedsrichter: Joël Dumé (Frankreich) |

Aufstellungen:
- Südafrika: Johan Ackermann, Mark Andrews, Neil de Kock, Thinus Delport, Robbie Fleck, Conrad Jantjes, Ollie le Roux, Willie Meyer, Percy Montgomery, Japie Mulder, Breyton Paulse, Bobby Skinstad, John Smit, André Venter, André Vos 
 Auswechselspieler: Etienne Fynn, Deon Kayser, Corné Krige, Victor Matfield, Lukas van Biljon, Jaco van der Westhuyzen, Joost van der Westhuizen
- Italien: Giovanni Antoni, Carlo Checchinato, Mark Giacheri, Luca Martin, Francesco Mazzariol, Nicola Mazzucato, Alessandro Moscardi , Andrea Muraro, Fabio Ongaro, Aaron Persico, Massimiliano Perziano, Salvatore Perugini, Walter Pozzebon, Alessandro Troncon, Wim Visser 
 Auswechselspieler: Marco Bortolami, Giampiero De Carli, Andrea De Rossi, Giovanni Raineri

| 7. Juli 2001 | Uruguay                 | 3 : 14        | Italien                                               | Estadio Gran Parque Central, Montevideo Schiedsrichter: Pablo de Luca (Argentinien) |
| 7. Juli 2001 | Straftritte: D. Aguirre | (3:3) Bericht | Versuche: Perziano Straftritte: Mazzariol (2) Raineri | Estadio Gran Parque Central, Montevideo Schiedsrichter: Pablo de Luca (Argentinien) |

Aufstellungen:
- Uruguay: Diego Aguirre, Sebastián Aguirre, Juan Alzueta, Juan Carlos Bado, Nicolas Brignoni, Emiliano Caffera, Pablo Costabile, Francisco de los Santos, Nicolas Grille, Emiliano Ibarra, Mario Lame , Pablo Lemoine, Juan Menchaca, Rodrigo Sánchez, Pedro Vecino 
 Auswechselspieler: Hilario Canessa, Rodrigo Capo, Marcelo Gutierrez, Agustín Urrestarazu
- Italien: Carlo Checchinato, Giampiero De Carli, Juan Francesio, Salvatore Garozzo, Mark Giacheri, Francesco Mazzariol, Nicola Mazzucato, Alessandro Moscardi , Aaron Persico, Salvatore Perugini, Massimiliano Perziano, Walter Pozzebon, Giovanni Raineri, Alessandro Troncon, Wim Visser 
 Auswechselspieler: Andrea De Rossi, Andrea Muraro, Fabio Ongaro, Tino Paoletti

| 14. Juli 2001 | Argentinien | 38 : 17        | Italien                                      | Estadio Arquitecto Ricardo Etcheverry, Buenos Aires Zuschauer: 20.000 Schiedsrichter: Nigel Whitehouse (Wales) |
| 14. Juli 2001 | Versuche: Albanese (2) Quesada Simone Erhöhungen: Contepomi Quesada (2) Straftritte: Contepomi (2) Quesada Dropgoals: Quesada | (13:6) Bericht | Versuche: Raineri Straftritte: Mazzariol (4) | Estadio Arquitecto Ricardo Etcheverry, Buenos Aires Zuschauer: 20.000 Schiedsrichter: Nigel Whitehouse (Wales) |

Aufstellungen:
- Argentinien: Diego Albanese, Lisandro Arbizu , Gonzalo Camardón, Felipe Contepomi, Ignacio Fernández Lobbe, Omar Hasan, Gonzalo Longo, Rolando Martín, Federico Méndez, Lucas Ostiglia, Santiago Phelan, Agustín Pichot, Mauricio Reggiardo, Eduardo Simone, Bernardo Stortoni 
 Auswechselspieler: Martín Durand, Mario Ledesma, Gonzalo Quesada
- Italien: Carlo Checchinato, Salvatore Garozzo, Mark Giacheri, Luca Martin, Francesco Mazzariol, Nicola Mazzucato, Alessandro Moscardi , Andrea Muraro, Aaron Persico, Salvatore Perugini, Massimiliano Perziano, Walter Pozzebon, Giovanni Raineri, Alessandro Troncon, Wim Visser 
 Auswechselspieler: Andrea De Rossi, Luca Mastrodomenico, Fabio Ongaro, Tino Paoletti, Roberto Pedrazzi